# Paralimnophila victoria
Paralimnophila victoria là một loài ruồi trong họ Limoniidae. Chúng phân bố ở miền Australasia.